# Fawdon Wagonway
| Fawdon Wagonway                                | Fawdon Wagonway                  |
| ---------------------------------------------- | -------------------------------- |
| Zeichnung von Thomas Harrison Fair, 1844       |                                  |
| Reste einer demontierten Eisenbahnbrücke, 2005 |                                  |
| Streckenlänge:                                 | 2,2 km                           |
| Spurweite:                                     | 1372 mm (63 mm unter Normalspur) |
|                                                |                                  |

Der Fawdon Wagonway war eine von 1818 bis 1826 betriebene 2,2 km lange Werksbahn in Fawdon bei Newcastle upon Tyne mit einer Spurweite von 4 Fuß 6 Zoll (1372 mm). Auf den steilen Streckenabschnitten wurde sie mit Seilzügen als Kabelbahn und auf den weniger steilen Streckenabschnitten als Pferdebahn betrieben. Sie war die erste Kabelbahn, bei der die Wagen über eine Spannklaue mit dem beweglichen Seil verbunden waren und von ihm gelöst werden konnten.

## Geschichte
Die Zeche Fawdon Colliery wurde um 1810 gegründet. Ihre Kohle wurde ursprünglich über den Kenton und Coxlodge Waggonway nach Wallsend transportiert. 1818 baute Benjamin Thompson, einer der Eigentümer der Zeche, auf einer neuen Trasse den Fawdon Wagonway für den Transport der Kohle nach Süden nach Scotswood. Er verwendete dafür auf den steilen Streckenabschnitten eine mit Dampfmaschinen angetriebene Kabelbahn. Die Streckenführung sorgte für viel Streit zwischen Thompson und den Eigentümern der überquerten Grundstücke.
Benjamin Thompson installierte eine Reihe von stationären Dampfmaschinen entlang der eine Meile und drei Furlongs (2,2 km) langen Strecke zwischen Kenton Bank und Hotchpudding Planes. Die Dampfmaschinen beförderten die Kohlewagen mit einer Geschwindigkeit von 11 km/h (7 mph) durch die hügelige Landschaft. Das Seil verlief jeweils zwischen zwei Dampfmaschinen. Es wurde über eine Spannklaue, die an dem Wagen befestigt war, eingespannt, und abwechselnd an den Enden von den Triebwerken auf Trommeln aufgewickelt. Seine Länge entsprach der doppelten Entfernung zwischen den Antrieben. An der Stelle, an der die Eisenbahn eine öffentliche Straße überquerte, wurde das Seil durch Reibrollen in einen Kabelschacht hinabgeführt und unter einer Plankenbrücke zur anderen Straßenseite geleitet, wo es wieder über den Boden aufstieg. Bevor der Wagen zu der öffentlichen Straße kam, entließ der Junge, der darauf fuhr, das Seil aus der Spannklaue. Der Schwung trug den Wagen über die Straße, und der Junge hängte das Seil wieder in die Spannklaue, während der Wagen seine Bewegung fortsetzte. Die Kabelbahn war bis 1826 in Betrieb, als der Brunton and Shields Railway (der spätere Seaton Burn Wagonway) zum Whitehill Point am Tyne gebaut wurde.
Die Trassen des Fawdon Wagonway und des Seaton Burn Wagonway wurden in den 1890er Jahren zusammen mit der Trasse des Coxlodge Wagonway für die Streckenführung der Fawdon Railway verwendet.
Die Ordnance-Survey-Karte der 1920er Jahre zeigte einen neuen Fawdon Waggonway, der zur Coxlodge Colliery Jubilee Pit führte.
Der Wagonway ist noch als niedriges Erdwerk erhalten, auf dem eine Asphaltstraße verläuft. Im Jahr 2003 wurden einige Ausgrabungen in der Gegend von Newcastle Great Park durchgeführt.